# Australian Championships 1946
Turniej tenisowy Australian Championships, dziś znany jako wielkoszlemowy Australian Open, rozegrano w 1946 roku w Adelaide w dniach 19 − 28 stycznia.

## Zwycięzcy

### Gra pojedyncza mężczyzn
- John Bromwich (AUS) - Dinny Pails (AUS) 5:7, 6:3, 7:5, 3:6, 6:2

### Gra pojedyncza kobiet
- Nancye Wynne Bolton (AUS) - Joyce Fitch (AUS) 6:4, 6:4

### Gra podwójna mężczyzn
- John Bromwich (AUS)/Adrian Quist (AUS) - Max Newcombe (AUS)/Len Schwartz (AUS) 6:3, 6:1, 9:7

### Gra podwójna kobiet
- Joyce Fitch (AUS)/Mary Bevis Hawton (AUS) - Nancye Wynne Bolton (AUS)/Thelma Coyne Long (AUS) 9:7, 6:4

### Gra mieszana
- Nancye Wynne Bolton (AUS)/Colin Long (AUS) - Joyce Fitch (AUS)/John Bromwich (AUS) 6:0, 6:4